# Ikki Sasaki
Ikki Sasaki (født 19. februar 1991) er en japansk fodboldspiller, som spiller for den japanske fodboldklub Kataller Toyama.